# Matasueiro
Matasueiro (llamada oficialmente San Lourenzo de Matasueiro) es una parroquia española del municipio de Outes, en la provincia de La Coruña, Galicia.

## Entidades de población
Entidades de población que forman parte de la parroquia:
- A Carreira
- A Famelga
- A Torre
- Lourido
- Mastontán
- O Barco
- Rodeiro

## Despoblado
- O Bargo

## Demografía
| Gráfica de evolución demográfica de Matasueiro entre 2000 y 2019 |
|                                                                  |
| Datos según el nomenclátor publicado por el INE.                 |